# Ján Cibuľa

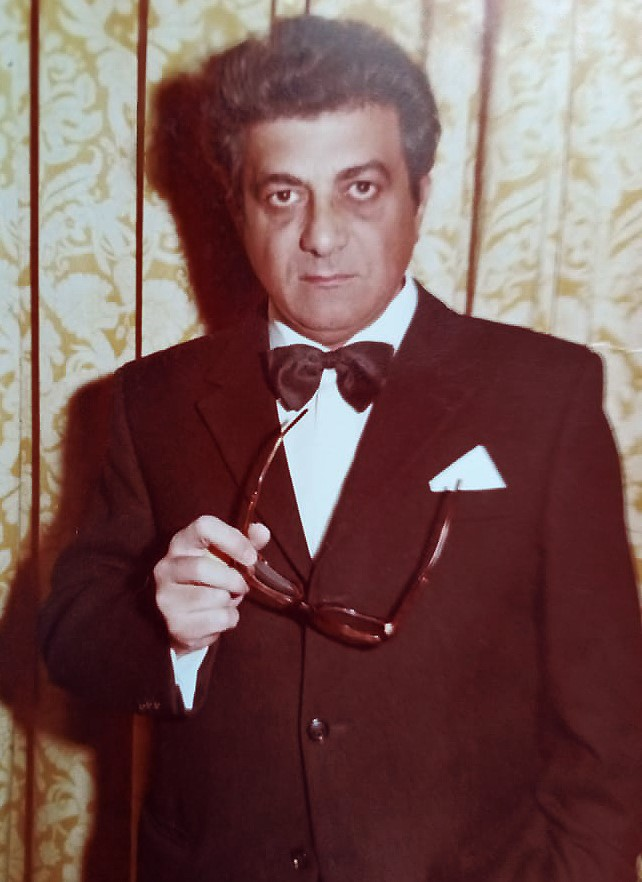
Ján Cibuľa

Ján Cibuľa (* 7. Januar 1932 in Klenovec, Tschechoslowakei; † 18. August 2013 in Bern) war ein tschechoslowakisch-schweizerischer Arzt und Minderheitenpolitiker. Er gehörte der Ethnie der Roma an.

## Leben
Ján Cibuľa war ein aus der Slowakei stammender Rom, Sohn des Geigers Ján Cibuľa. Seine Mutter Irène geb. Bikes, kam aus Ungarn. Er selbst soll sich daher als „ungarischer Zigeuner“ verstanden haben. Er habe, so er selbst, als Vierzehnjähriger an einem 1. Mai in seinem Dorf einen Protestzug von Roma angeführt. Cibula studierte von 1951 bis 1957 Medizin in Bratislava und arbeitete seit seiner Promotion 1961 bis 1967 in der DDR, zuerst als Assistenzarzt, später als Oberarzt an der Berliner Charité. 1968 gehörte er zu den Initiatoren für die Gründung der slowakischen Verbandsorganisation des Svaz Cikánů-Romů (Verband der Zigeuner-Roma) und dessen Zeitschrift Romen.
Nachdem im August 1968 die Truppen des Warschauer Paktes in der CSSR einmarschierten, entschloss er sich, seine Heimat zu verlassen und sich in der Schweiz als Arzt niederzulassen. Von 1973 bis 2001 führte er eine Arztpraxis in der Stadt Bern. 1985 wurde er in Bern eingebürgert. Er lebte und arbeitete danach in Blumenstein im Kanton Bern. Dort kam er über den Berner Mythenforscher Sergius Golowin in Kontakt mit Schweizer Jenischen. Er verfolgte das Anliegen, die Roma weltweit zu vereinen und sah in den Jenischen einen Zweig der weltweiten Roma-Bewegung. 1971 nahm er am 1. Roma-Weltkongress in London teil.  Durch ihn nahm eine Delegation der Jenischen 1977 an einem internationalen Treffen von Roma in Brüssel teil. 1978 wurde die International Romani Union in Genf gegründet. Der Gründungskongress wählte Cibula zum ersten Präsidenten der Vereinigung. Unter seiner Präsidentschaft wurde die IRU 1979 vom Wirtschafts- und Sozialrat der UNO als Nichtregierungsorganisation mit Konsultativstatus anerkannt. Cibula war von 1977 bis 1990 auch Vorstandsmitglied der Radgenossenschaft der Landstrasse. 

## Ehrungen
Für sein Wirken im Dienst der weltweiten Roma-Bewegung erhielt er 1985 den Kulturpreis des Kantons Bern und 2001 eine Nominierung für den Friedensnobelpreis durch die Združenie česko-slovenských Rómov v Kanade (Vereinigung tschechischer und slowakischer Roma in Kanada).
Am 2. Januar 2020 wurde Jan Cibula posthum der Ľudovít-Štúr-Orden, 1 Klasse durch die Slowakische Regierung verliehen.